# Ming-Xiaoling-Mausoleum

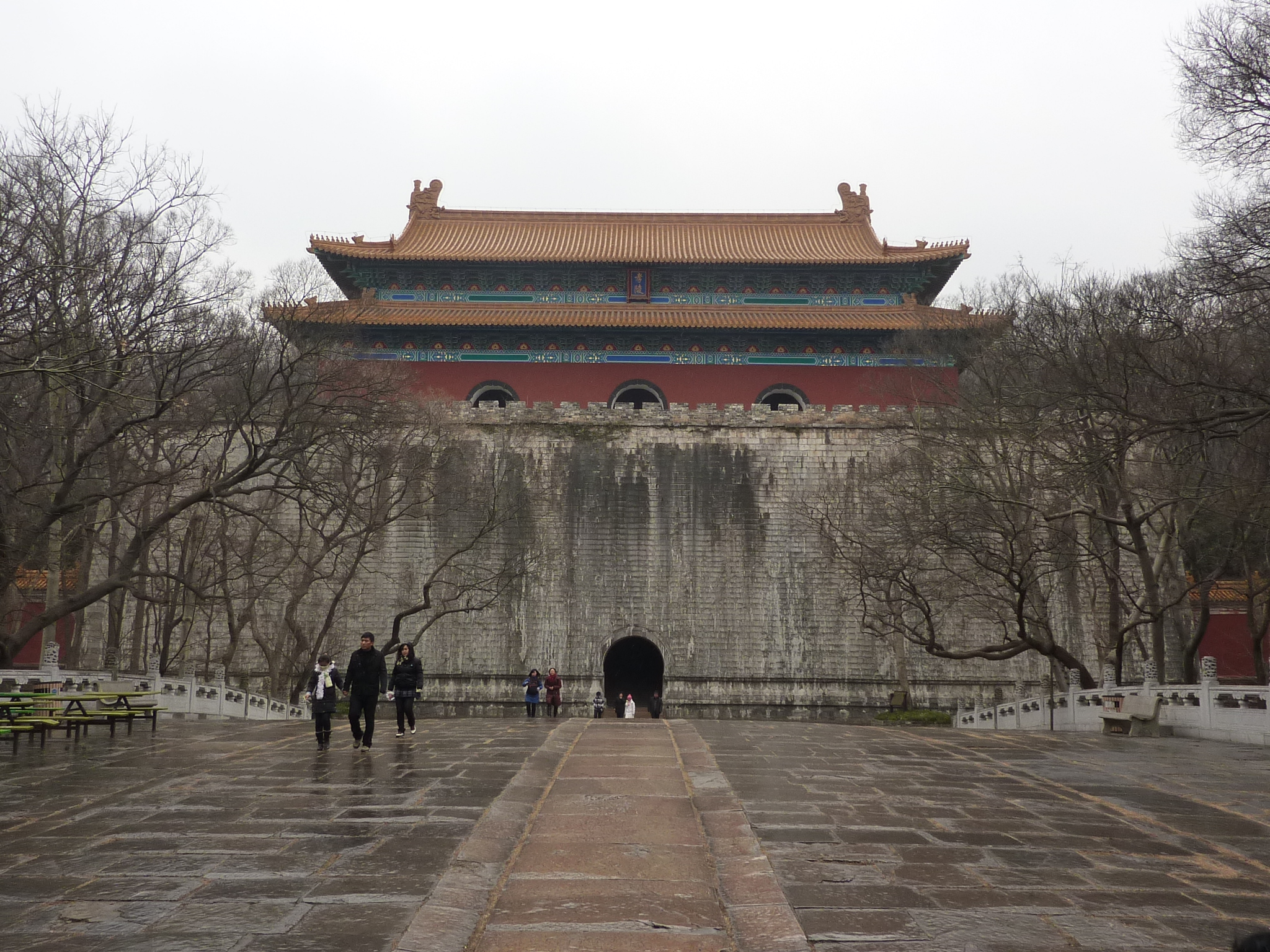
Seelenturm des Ming-Xiaoling

Das Ming-Xiaoling-Mausoleum (Míng Xiàolíng 明孝陵) ist das Grab des Kaisers Hongwu (Zhu Yuanzhang 朱元璋), des Begründers der Ming-Dynastie, und seiner Gattin Ma. Es befindet sich im Zhongshan-Berg (Zhong Shan) in Nanjing in der chinesischen Provinz Jiangsu.
Zum Grab führt ein für seine Steinskulpturen berühmter „Seelenweg“ (shendao). Dieser führt am Meihua Shan vorbei.
Nebengräber sind Gräber der verdienstvollen Beamten Chang Yuchun (常遇春), Qiu Cheng (仇成), Wu Liang (吴良), Wu Zhen (吴桢), Xu Da (徐达) und Li Wenzhong (李文忠).
Das Xiaoling-Mausoleum (Ming Xiaoling) steht seit 1961 auf der Liste der Denkmäler der Volksrepublik China (1-177).